# Église de Somero
L'église de Somero (en finnois : Someron kirkko) est une église située à Somero en Finlande. 

## Description
L'église en brique  conçue par Georg Theodor von Chiewitz est de style néogothique.
L'orgue est fournie par la fabrique d'orgue J.A. Zachariassen en 1880.
En 2009, la Direction des musées de Finlande a classé le site parmi les sites culturels construits d'intérêt national 